# Chaim Topol
Chaim Topol (ebraico: חיים טופול), noto anche semplicemente come Topol (Tel Aviv, 9 settembre 1935 – Tel Aviv, 8 marzo 2023) è stato un attore israeliano.

## Biografia
Chaim Topol è nato il 9 settembre 1935 a Tel Aviv, in quella che all'epoca era la Palestina Mandataria. Suo padre, Jacob Topol, nacque in Russia e, all'inizio degli anni Trenta, emigrò in Palestina Mandataria, dove lavorò come intonacatore; prestò anche servizio nell'organizzazione paramilitare Haganah. Sua madre, Imrela "Rel" (nata Goldman) Topol, era sarta.
I genitori di Topol erano stati membri del movimento giovanile sionista Betar a Varsavia. Suo padre aveva radici hassidiche, essendo sua madre proveniente da una famiglia di hassidim gerrer e suo padre da quella degli hassidim Aleksander.
Topol e le sue due sorelle minori sono cresciuti nel quartiere operaio di Florentin, nel sud di Tel Aviv.
Da bambino, sebbene aspirasse a diventare un artista commerciale, la sua insegnante delle elementari, la scrittrice Yemima Avidar-Tchernovitz, intravide in lui una vena teatrale e lo incoraggiò a recitare nelle rappresentazioni scolastiche e a leggere storie alla classe.

### Carriera
Topol diventa noto per la sua interpretazione del lattaio Tevye in Il violinista sul tetto (1971) di Norman Jewison, versione cinematografica del fortunato musical teatrale Fiddler on the Roof di Joseph Stein, per la quale ottiene un Golden Globe e una candidatura all'Oscar nel 1972. Per la sua interpretazione di Julian Cristoforou nel film del 1972 Detective privato... anche troppo (Follow Me!) ha ricevuto un premio come miglior attore dal Festival Internazionale del Cinema di San Sebastián.
Tra le sue altre apparizioni di rilievo si ricordano quelle nei film Combattenti della notte (1966), Galileo (1975), Flash Gordon (1980), Solo per i tuoi occhi (1981) della serie 007, e nella miniserie televisiva Venti di guerra (1983). Nelle produzioni israeliane, uno dei suoi ruoli più noti è nel controverso Sallah (1964), diretto da Ephraim Kishon, che narra le privazioni di una giovane famiglia ebraica sefardita in Israele all'inizio degli anni cinquanta.
Topol muore nel 2023 per complicazioni dell'Alzheimer. 

## Filantropia
Nel 1967, Topol fondò Variety Israel, un'organizzazione che si occupa di bambini con bisogni speciali. È stato anche cofondatore e presidente del consiglio di amministrazione del Jordan River Village, un villaggio per le vacanze destinato a bambini arabi ed ebrei affetti da malattie potenzialmente letali, inaugurato nel 2012. Il progetto fu ispirato dal Hole in the Wall Gang Camp di Paul Newman. Il villaggio è gestito quasi interamente da volontari. Topol lo ha descritto come il progetto a cui si sentiva "più legato".

## Filmografia parziale

### Cinema
- Sallah (Sallah Shabati), regia di Ephraim Kishon (1964)
- Combattenti della notte (Cast a Giant Shadow), regia di Melville Shavelson (1966)
- Prima che venga l'inverno (Before Winter Comes), regia di J. Lee Thompson (1969)
- Il violinista sul tetto (Fiddler on the Roof), regia di Norman Jewison (1971)
- Detective privato... anche troppo (Follow Me!), regia di Carol Reed (1972)
- I ragazzi non mi crederanno (Ha-Tarnegol), regia di Uri Zohar (1973)
- Galileo, regia di Joseph Losey (1975)
- Flash Gordon, regia di Mike Hodges (1980)
- Solo per i tuoi occhi (For Your Eyes Only), regia di John Glen (1981)
- Left Luggage, regia di Jeroen Krabbé (1998)

### Televisione
- Venti di guerra (The Winds of War), regia di Dan Curtis – miniserie TV, 7 puntate (1983)
- Queenie - La stella di Calcutta (Queenie), regia di Larry Peerce – miniserie TV, 2 puntate (1987)
- Ricordi di guerra (War and Remembrance) – miniserie TV, 11 puntate (1988-1989)

## Doppiatori italiani
- Glauco Onorato in Il violinista sul tetto, Solo per i tuoi occhi
- Carlo Romano in Combattenti della notte
- Paolo Lombardi in Galileo
- Sandro Iovino in Flash Gordon
- Giancarlo Padoan in Venti di guerra
- Adriano Micantoni in Ricordi di guerra (ridoppiaggio)

## Premi e riconoscimenti
- Premio Oscar
  - 1972 – Candidatura al miglior attore per Il violinista sul tetto

- Golden Globe
  - 1965 – Candidatura al miglior attore debuttante
  - 1972 - Miglior attore in un film commedia o musicale per Il violinista sul tetto

- David di Donatello
  - 1972 – Miglior attore straniero per Il violinista sul tetto

- Festival internazionale del cinema di San Sebastián
  - 1972 – Miglior attore per Detective privato... anche troppo

- San Francisco International Film Festival
  - 1964 – Miglior attore per Sallah

- Sant Jordi Awards
  - 1972 – Miglior attore straniero per Il violinista sul tetto

- Tony Award
  - 1991 – Candidatura al miglior attore protagonista in un musical per Fiddler on the Roof